# Lachnum enzenspergerianum
Lachnum enzenspergerianum är en svampart som beskrevs av Henn. 1906. Lachnum enzenspergerianum ingår i släktet Lachnum och familjen Hyaloscyphaceae.   Inga underarter finns listade i Catalogue of Life.